# ボストン大学
ボストン大学（英語: Boston University）は、アメリカ合衆国（マサチューセッツ州）ボストンに本部を置く米国の私立大学。1839年創立、1839年大学設置。大学の略称はBU。
2022年の合格率は19％。どの様な世界大学ランキングでも常に100位入りする、学術都市ボストンの代表的な名門私立大学である。
全米で4番目の規模を誇り、古くから有色人種、女性や留学生の受け入れを積極的に行っていることで有名。2017年の学生数は約30,000人（学部生16,239、大学院生13,954）で、世界130カ国から5,000人にも及ぶ留学生が学ぶ。学期は、セメスター制を採用している。略称はBU（ビー・ユー）。
アイザック・アシモフやエリ・ヴィーゼル、下村脩等のノーベル賞受賞者を含む教授陣、充実した施設、多彩なプログラム等がその人気の要因とされる。

## キャンパス
- 総面積：133エーカー
- 建物：320棟
- 教室：487室
- 実験室：2,022室
- 寮：10,617人収容可能
- 図書室：23個
  - 本：280万冊
  - 定期刊行物：56,113冊
  - マイクロフィルム：470万枚

### Charles River Campus (チャールズ・リバー地域キャンパス)
- College of Arts & Sciences（芸術・美学の大学）
- Graduate School of Arts & Sciences（芸術・美学の大学院）
- College of Communication（コミュニケーション学の大学・大学院）
- School of Education（教育学の大学・大学院）
- College of Engineering（工学系の大学・大学院）
- Division of Extended Education
- College of Fine Arts（大学・大学院）
  - School of Music
  - School of Theatre Arts
  - School of Visual Arts
- College of General Studies
- Sargent College of Health and Rehabilitation Sciences（健康とリハビリテーション科学の大学・大学院）
- School of Hospitality Administration（ホスピタリティ管理学の大学）
- ボストン大学ロースクール - School of Law（大学院）
- School of Management（経営学部 大学・大学院）
- Metropolitan College (Continuing Education)
- School of Social Work（大学院）
- School of Theology（神学部 大学・大学院）
- University Professors Program（大学教員養成系の大学・大学院）

### Medical Campus (医学・歯学系キャンパス)
- Goldman School of Dental Medicine（大学院）
- School of Medicine（大学院）
- Graduate Medical Sciences（大学院）
- School of Public Health（大学院）

学部のバラエティー豊かさはアメリカ合衆国内の大学の中でも有数である。中でも特質なのが、University Professor's Programである。このプログラムでは自分の好きな専攻をデザインでき、その学部を卒業するためのカリキュラムもアドバイザーの教授陣と一緒に決めることができる。
11の単科大学と15の単科大学院で成り立っており、ロー・スクール、メディカル・スクール、デンタル・スクール等を始め、各分野で高く評価される。
世界的な英語教育の高まりを受けて、英語コミュニケーションにも力を入れている。特に、MBAへの編入を目的とした英語教育や短期英語コミュニケーションプログラムの設置がユニークである。

## 歴史
ボストンのメソジスト派の牧師、ラロイ・サンダーランドらによって1839年にバーモント州ニューベリーにNewbury Biblical Instituteとして設立。現在は非宗教系の組織となっているが、元々は神学校としてスタート。
1847年ニューハンプシャー州コンコルドに移動し、学校名をMethodist Biblical Instituteに改名、一般にはConcord Biblical Instituteとして知られた。
1867年にボストンへ移動し、学校名をBoston Theological Instituteに改名。
1869年5月26日にマサチューセッツ州によりチャーターされ、現在のBoston Universityに改名する。School of Theologyを除いた全学部で性別・人種・宗教に関係なく教員と学生を受け入れ始める。
1920年から1967年にかけて、Charles River Campusが建設される。大学面積は3倍になり、新たに68の建物を建設した。

## 組織
| William Fairfield Warren | 1873-1903    |
| William E. Huntington    | 1904-1911    |
| Lemuel H. Murlin         | 1911-1924    |
| Edwin Holt Hughes        | 5月-9月 1923 |
| William F. Anderson      | 1925-1926    |
| Daniel L. Marsh          | 1926-1950    |
| Harold C. Case           | 1950-1967    |
| Arland Christ-Janer      | 1967-1970    |
| Calvin B.T. Lee          | 1970         |
| John Silber              | 1971-1996    |
| Jon Westling             | 1996-2003    |
| John Silber              | 2003-2004    |
| Aram Chobanian           | 2004-2006    |
| Robert A. Brown          | 2006 - 現在  |

- 基金：19.6億ドル(2017)
- 学費：52,816ドル(2018)

## 教員
- 教員：2,585人[2]
- 教員-生徒比率：1：10[2]

## ランキング

### 主要世界大学ランキング
- THE世界大学ランキング: 第70位（2018年度）[3]
- QS世界大学ランキング: 第81位（2018年度）[4]
- 世界大学学術ランキング: 第80位（2017年度）[5]
- CWUR世界大学ランキング: 第57位（2017年度）[6]

### U.S.News & World Report大学ランキング
- 世界大学ランキング: 第39位（2018年度）[7]

- 全米大学総合ランキング：第37位（2018年度）[8]

US NEWS主要研究課程ランキング(2019)
- 工学部: 第35位（医用生体(12), 計算機(36), 電気(39), 機械(43), IE(50), 材料(58)）

## スポーツ
ボストン大学は多くのスポーツ活動において全米大学体育協会（NCAA）の最高レベルであるディビジョンIに属しており、男女のアイスホッケー、バスケットボール、クロスカントリーなどがある。中でも最も有名なのは男子アイスホッケーであり、USCHO.comが公表する2017年のシーズン前の全米ランキングは2位であった。
ボストン大学のスポーツチームは「テリアーズ」（Terriers）と呼ばれている。これはボストン大学のマスコットであるボストンテリアのレット（Rhett）にちなんでいる。レットの誕生日は1922年12月15日。名前はスクールカラーがスカーレットなのにちなんで、マーガレット・ミッチェル著風と共に去りぬの主人公スカーレット・オハラに恋した登場人物レット・バトラーから来ている。2002年に全米マスコット選手権で4位にランクインした。好きな食べ物はアメリカンドッグとホットドッグ、チリドッグ、BCイーグルスである。

### アイスホッケー
ボストン大学は男子アイスホッケーの名門であり、全米選手権の優勝は5回、フローズン・フォー（ベスト4）進出は歴代3位の22回、全米選手権進出は歴代3位の36回果たしている。
所属カンファレンスはアイスホッケー激戦区のひとつであるホッケー・イースト協会（Hockey East Association）であり、カンファレンス大会は９回の優勝、レギュラーシーズンの首位には10回輝いている。ホッケー・イースト協会ではフローズン・フォー進出歴代最多のボストンカレッジやメイン大学などと熾烈なライバル関係を築いている。同カンファレンスにはそのほかにもプロビデンスカレッジやニューハンプシャー大学などの実力校が揃っており、勝ち抜くのは困難である。
ボストン周辺にある４大学（ボストン大学、ボストンカレッジ、ハーバード大学、ノースイースタン大学）が毎年2月の第１、２月曜日に行うビーンポット大会については、1952-1953から2017-2018シーズンまでに計66回開催されており、その中でボストン大学は53回もの決勝進出を果たし、最多の30回もの優勝を果たしている。

同じボストンにあるボストンカレッジとは1918年に初めて対戦したときからの長年のライバル関係にあり、このライバル関係はGreen Line RivalryまたはBattle of Commonwealth Avenueと呼ばれている。これは、両校ともマサチューセッツ湾交通局（MBTA）が運営する地下鉄のグリーンライン沿いにあり、また、同時に両校ともボストン市内を東西に走るコモンウェルスアベニュー沿いにあるためである。これまでに279回の試合を行い、ボストン大学が135勝125敗19分けでリードしている。
同校は毎年多くのNHL選手を輩出しており、近年最も成功した選手は、2015年にボストン大学の全米大学選手権決勝進出に大きく貢献し、１年生にして同年のNCAA年間最優秀選手賞（ホービー・ベイカー賞）を受賞し、さらに同年にNHLドラフトの全体2位でバッファロー・セイバーズに指名されたジャック・アイクル（Jack Eichel）である。アイクルはNHLのスーパースターであり、2018-2019シーズンからは同チームのキャプテンを務めている。また、現在ミネソタ・ワイルドに所属するジョーダン・グリーンウェイ（Jordan Greenway）は黒人初の冬季オリンピック男子アイスホッケー米国代表であり、同校在学中に2018年平昌オリンピックに出場している。さらに、グリーンウェイは同一シーズンに全米大学選手権、冬季オリンピック、スタンレー・カップ・プレーオフ（NHLプレーオフ）に出場した史上初の選手にもなった。
2015年の全米選手権決勝戦では、同じホッケー・イースト協会所属のプロビデンスカレッジと地元ボストンのTDガーデンにて対戦した。第３ピリオド終了まで約8分半という勝利目前で、プロビデンスカレッジの選手が放ったシュートをゴーリー（ゴールキーパー）が掴んだものの、パックをつかみ損ねたと勘違いしそれを落として失点し、これで同点とされ、その後さらに失点して逆転負けするというショッキングな負け方をした。その3年後のカンファレンス大会（ホッケー・イースト選手権）決勝戦では再度プロビデンスカレッジとTDガーデンにて相まみえ、ここで見事リベンジを果たした。
男子アイスホッケーのホームアリーナは6,150人を収容するアガニスアリーナである。同アリーナは2005年にオープンしており、ホッケー・イースト協会所属の大学のホームアリーナの中で最も新しい。

## 著名な出身者
- マーティン・ルーサー・キング・ジュニア（牧師）
- ネルソン・マンデラ（南アフリカ大統領）
- ディーナ・タイラー（CBS放送ニュースキャスター・ジャーナリスト）
- 世耕弘成（日本の政治家、コミュニケーション学部大学院修士課程修了）
- マーティ・ウォルシュ（第29代アメリカ合衆国労働長官、第54代ボストン市長）[15]
- 松島ウォルターブラウン（バスケットボール選手）
- ステファニー・マクマホン（WWE副社長、兼選手）
- エリカ・ヒル（英語版）（CNNニュースキャスター）
- ジュンパ・ラヒリ（小説家、ピューリッツァー賞受賞）
- ダーク・メイヤー（AMD社長兼COO）
- ジェイソン・アレクサンダー（俳優）
- ジョーン・バエズ（フォーク歌手、作曲家）
- アビシェーク・バッチャン（俳優）
- ジョン・カザール（俳優）
- マイケル・チクリス（俳優）
- エミリー・デシャネル（俳優）
- オリンピア・デュカキス（俳優）
- ビル・デューク（俳優、映画監督）
- フェイ・ダナウェイ（俳優）
- キム・ユンジン（俳優）
- デビッド・E・ケリー（テレビドラマプロデューサー、映画プロデューサー）
- ジュリアン・ムーア（俳優）
- ロージー・オドネル（コメディアン、俳優）
- キム・レイヴァー（俳優）
- マリサ・トメイ（俳優）
- アルバート・メスルズ（映画監督）
- ビル・オライリー（ニュースキャスター）
- ディーナ・タイラー（ニュースキャスター）
- 川井一仁（F1コメンテーター）
- ロバート・B・パーカー（小説家）
- ジョン・パーキンズ（社会運動家、作家）
- キム・スタンリー・ロビンソン（小説家）
- ローレン・スレイター（作家、臨床心理学者）
- ニール・スティーヴンスン（小説家）
- ラジャ・ベル（プロバスケットボール選手）
- トーマス・バーク（陸上競技選手、ボストンマラソン創始者の一人）
- ミッキー・カクレーン（プロ野球選手）
- シェイン・マクマホン（WWE経営者、プロレスラー）
- バーナード・ベレンソン（美術史家）
- ハワード・スターン（ラジオパーソナリティ）
- 大樋年雄（陶芸家）
- キャロリン・ベセット＝ケネディ（ジョン・フィッツジェラルド・ケネディ・ジュニア夫人）
- ティッパー・ゴア（アル・ゴア夫人）
- 塚田一郎（元内閣府副大臣、元国土交通副大臣）
- 富山泰庸（日本のお笑い芸人、大蛇が村にやってきた）
- 東原敏昭（日立製作所社長兼CEO）
- 紫関修（フレッシュネス社長、ファーストキッチン社長、ウェンディーズ日本法人社長、ゴルフパートナー副社長）
- 浦上博史（ハウス食品グループ本社社長）
- 秋田浩之（日本経済新聞論説委員兼編集委員、ボーン・上田記念国際記者賞）
- 若林修（アイスホッケー選手、札幌オリンピック日本代表など）
- 東海由紀子（実業家、政治活動家）
- 藪友良（慶應義塾大学商学部教授）
- 清水一（広島大学大学院保健学研究科副研究科長）
- 阿部隆徳（大阪大学大学院医学系研究科招聘教授、大阪工業大学知的財産専門職大学院教育評価委員会委員）

## 著名な教員
詳細は「ボストン大学の教員」を参照
- アイザック・アシモフ（生化学・作家）
- アレクサンダー・グラハム・ベル（電話の発明）
- エリ・ヴィーゼル（1986年ノーベル平和賞）
- シェルドン・グラショー（1976年ノーベル物理学賞）
- デレック・ウォルコット（1992年ノーベル文学賞）
- 下村脩（2008年ノーベル化学賞）